# イオンモール四日市北

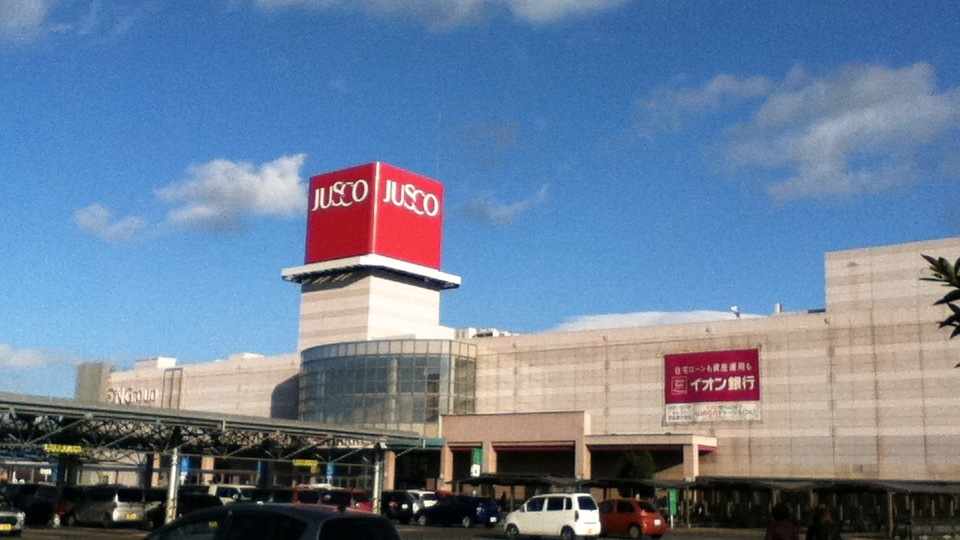
2011年の改装以前のジャスコ四日市北

イオンモール四日市北（イオンモールよっかいちきた）は、三重県四日市市にあるイオンモールが運営するショッピングセンターである。

## 歴史
当地にはかつて東洋紡績（現：東洋紡）富田工場が立地していたが、繊維業界の低迷を受けて1997年（平成9年）に閉鎖された。
2001年（平成13年）1月27日、工場跡地に「ジャスコ四日市北ショッピングセンター」として開業した。施工は大林組。開業時にはジャスコ四日市北店を核店舗、ホームセンターのディオワールド四日市店を準核店舗として、約60店舗の専門店が出店していた。
2011年（平成23年）3月1日、イオングループの総合スーパーがイオンに店名統一されたことで、核店舗のジャスコ四日市北店はイオン四日市北店に改称した。
同年からイオンの大型ショッピングセンターの名称はイオンモールへの統一が行われることになり、同年11月21日にはショッピングセンターの名称も「イオンモール四日市北」に変更された。
2013年（平成25年）11月からイオンリテールの運営していた大型ショッピングセンターをイオンモールの運営に委託することになったことに伴って同社の管理運営に移行している。

## 施設

### テナント
- イオン
- ディオワールド（別棟）[1]
- 未来屋書店
- ダイソー

### レンガ棟
旧東洋紡績富田工場で使用されていた煉瓦造の原綿倉庫（長さ55m、幅20m、高さ10m）であり、2000年（平成12年）4月28日に国の登録有形文化財に登録された。この倉庫は内側から鉄骨で補強され、2001年（平成13年）の開店時には飲食店や簡易保育所、体操教室などが入居した。
なお、この倉庫の両脇には外観を似せた煉瓦風の建物が各々1棟ずつ計2棟建てられ、それらを合わせてレンガ棟としている。レンガ棟全体が古い建物というわけではない。

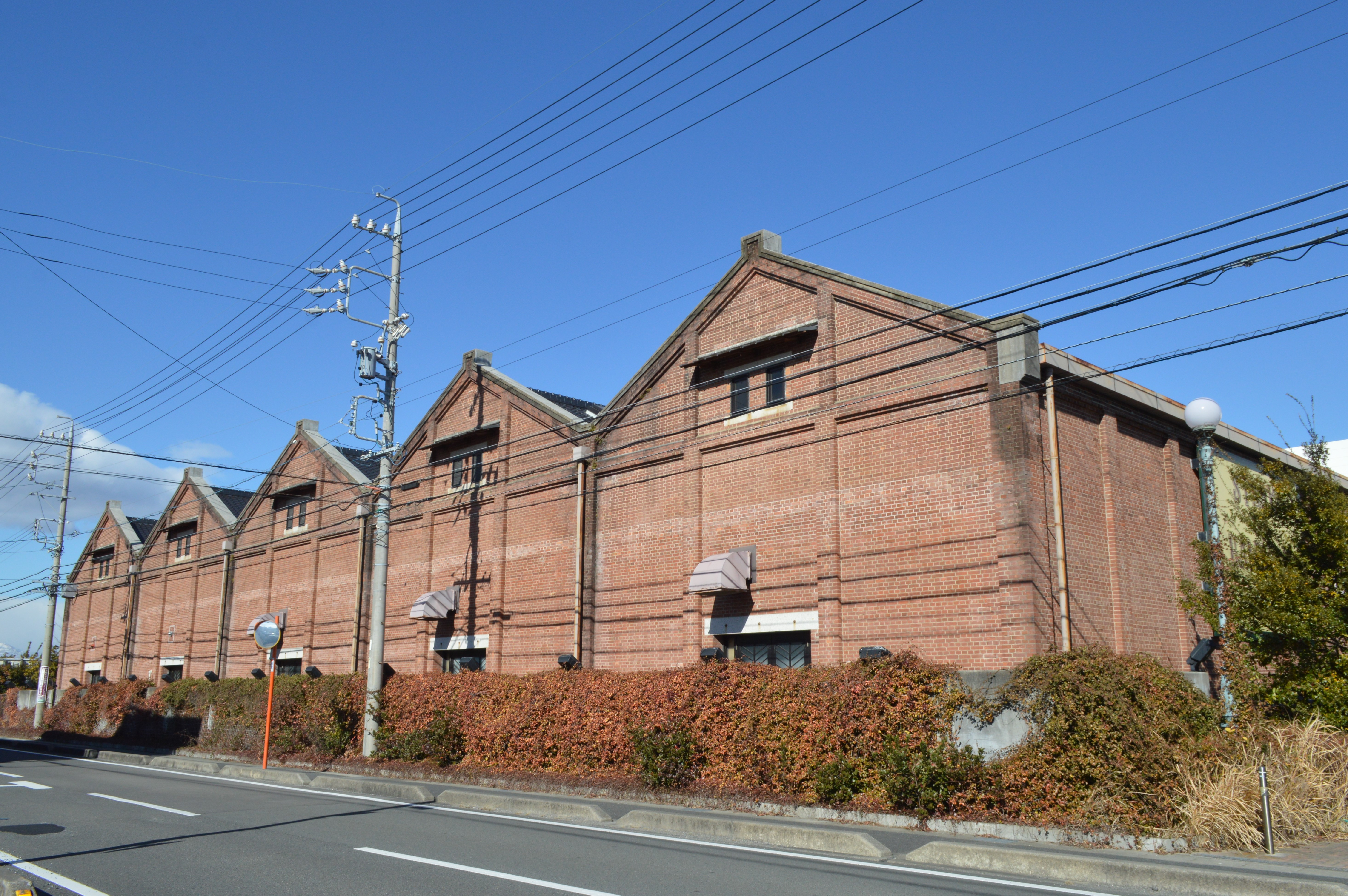
東洋紡績富田工場が転用されたレンガ棟
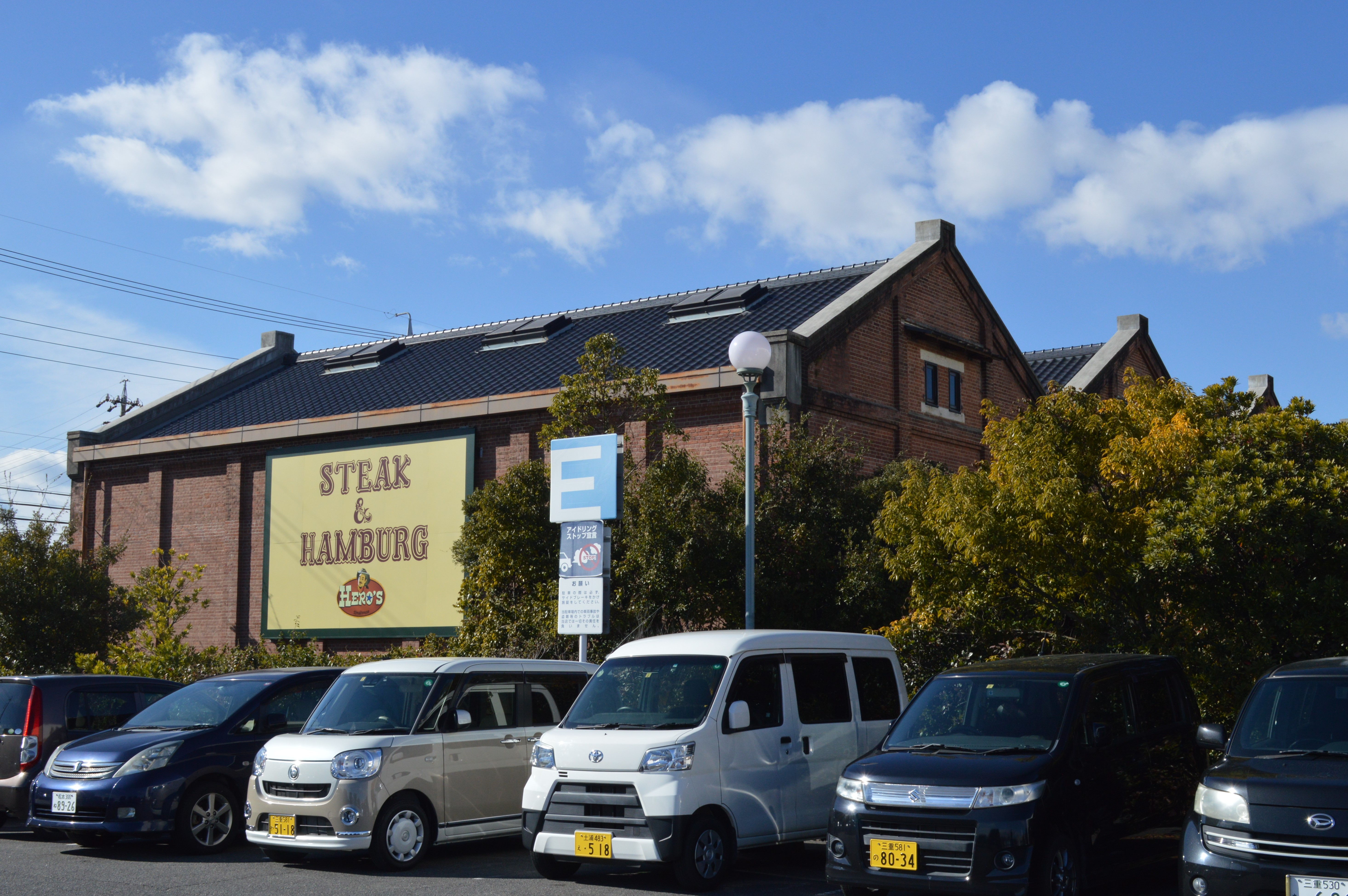
東洋紡績富田工場が転用されたレンガ棟

### ビオトープ公園
駐車場の一角にはビオトープ公園がある。この場所は東洋紡績富田工場の時代に神社だった場所であり、潜在自然植生を考慮した草木の他に、鳥類の餌となる実のなる木を植栽している。この公園の整備に伴って神社関連の祠はすべて撤去されており、神社としての機能は失われている。
地元で開催される松原の石取祭の際には当施設の駐車場が祭車の通過点となっている。